# Vuurtoren van South Stack
South Stack Lighthouse is een vuurtoren die in 1809 werd opgericht op South Stack (Welsh: Ynys Lawd), een rotsmassa die zich bevindt voor de kust van Holy Island, een eiland in het noordwesten van het bestuurlijk graafschap Anglesey in Wales. De vuurtoren waarschuwt schippers voor steil uit het water oprijzende granietrotsen en dient als oriëntatiepunt voor schepen die de drukke zeeroutes volgen op de Ierse Zee.
De toren wordt gecontroleerd vanuit het Planning Centre van Trinity House in Harwich in het Engelse Essex. Trinity House is verantwoordelijk voor de navigatiemiddelen in Engeland, Wales, Gibraltar en de Kanaaleilanden.

## Kenmerken en uitrusting

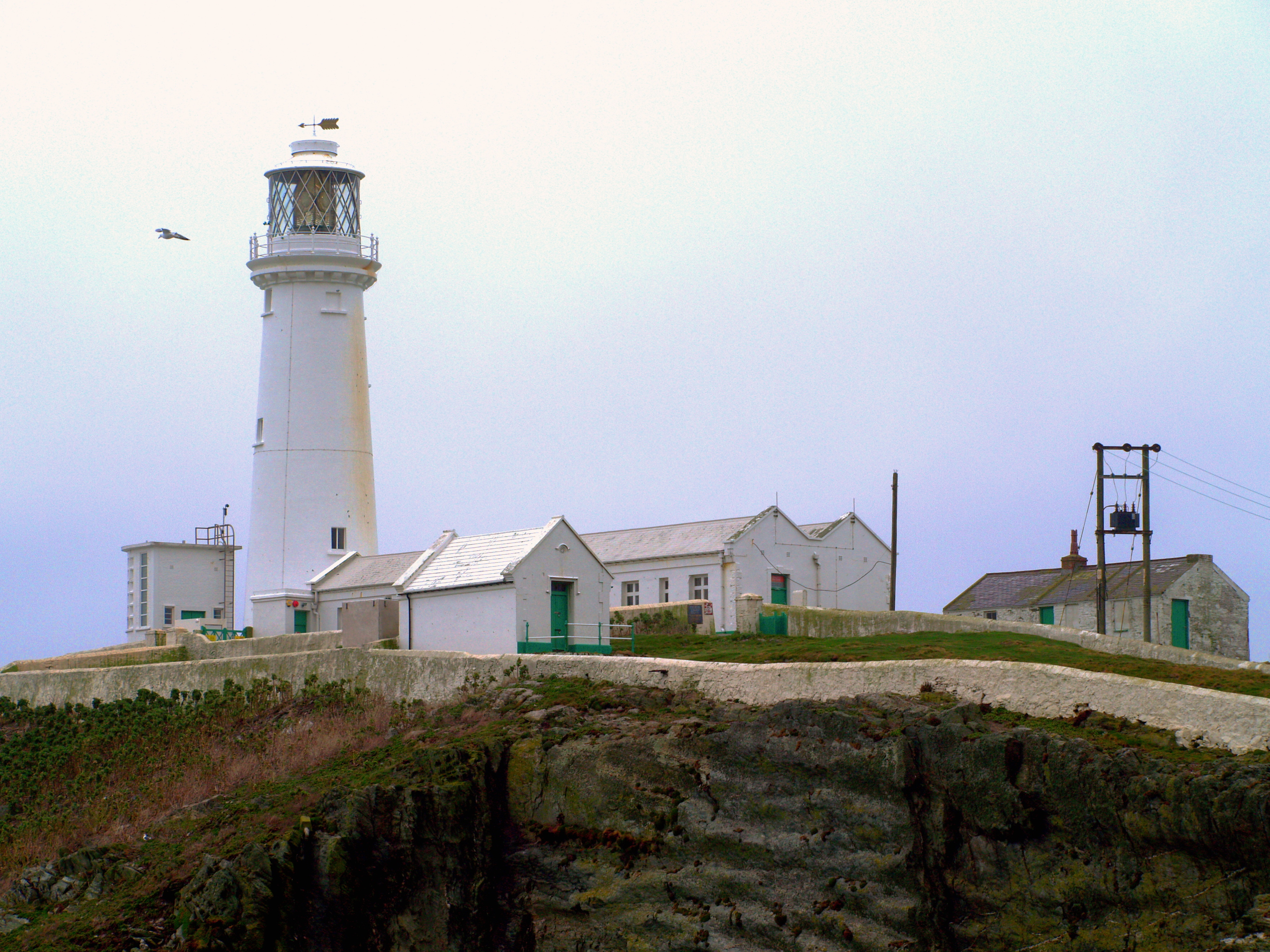
De vuurtoren en bijhorende gebouwen werden geregistreerd als beschermde monumenten.

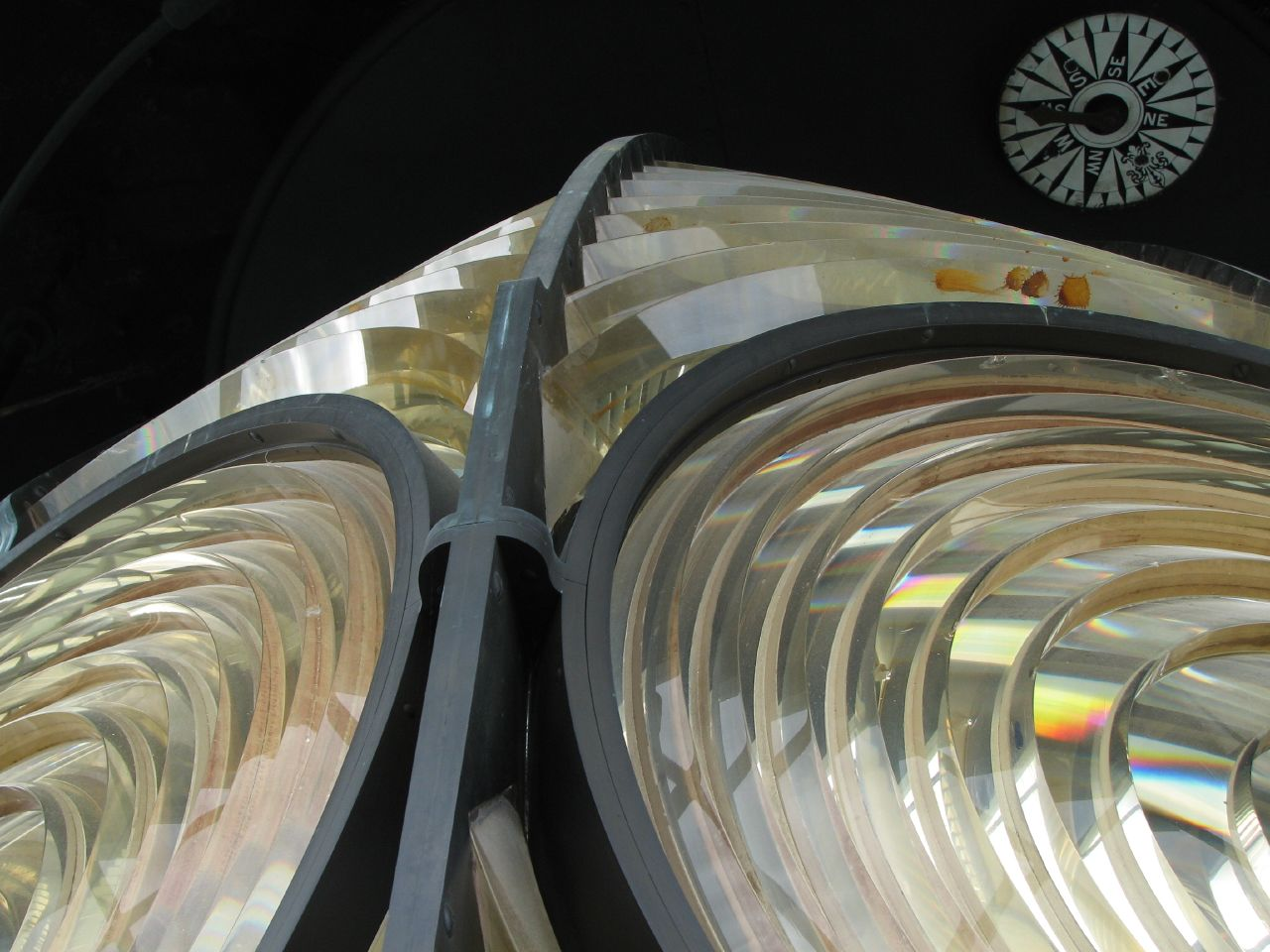
De roterende fresnellens met zes lenspanelen genereert om de tien seconden een flits.

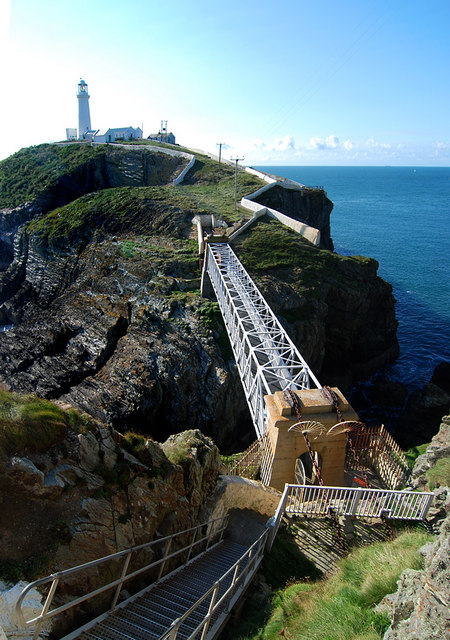
De metalen hangbrug tussen Holy Island en South Stack werd in 1996 vernieuwd omdat de vuurtoren werd opengesteld voor bezoekers.

De volledig witte conische vuurtoren werd opgetrokken uit steen en is 28 meter hoog. In het lichthuis, dat aan de buitenzijde omringd wordt door een galerij, werd een roterend catadioptrisch systeem van de 1ste orde gemonteerd. In het brandpunt van dit ronddraaiend lenzensysteem bevindt zich een lamp met een sterkte van 467 000 candela. De zes lenspanelen zorgen om de 10 seconden voor een schittering, die bij normale weersomstandigheden zichtbaar is tot op een afstand van 24 zeemijl (ongeveer 44,5 km). Het licht bevindt zich 60 meter boven het zeeniveau. Bij slechte zichtbaarheid activeert een mistdetector een elektrische misthoorn die om de 30 seconden een toon genereert die 3 seconden aanhoudt.
Het vuurtorencomplex omvat naast de toren zelf de voormalige verblijven van de wachters en dienstgebouwen en is volledig ommuurd. Het is bereikbaar via een trap met 400 treden die afdaalt naar een metalen loopbrug die Holy Island met South Stack verbindt.

## Geschiedenis

### Vraag om een vuurtoren
Omdat het welbekend was dat de kust in het noordwesten van Anglesey een ernstig gevaar vormde voor de scheepvaart door de hoge granieten klippen en de soms hevige stormen, werden reeds rond 1640 pogingen ondernomen om een vuurtoren op South Stack op te richten. Het verzoek dat aan de Engelse koning werd gericht om een toelating in de vorm van een patent te verkrijgen werd telkens geweigerd omdat er werd geoordeeld dat dit een te zware financiële belasting zou betekenen voor de rederijen.
Rond 1807 werd, onder leiding van kapitein Hugh Evans, een actie opgestart om bij Trinity House, de Engelse vuurtorenautoriteit, te pleiten voor het oprichten van een vuurtoren. Evans was vertrouwd met de kust rond Anglesey en wees op het grote aantal scheepswrakken dat hij in de twee vorige jaren rond Holy Island in kaart had gebracht. Bovendien had het afsluiten van de Act of Union tussen Brittannië en Ierland gezorgd voor toenemend maritiem verkeer tussen beide eilanden. Evans werd gesteund door de lokale reders en koopvaarders uit Liverpool toen hij zijn aanvraag indiende bij Trinity House. Alhoewel dit eerste verzoek werd geweigerd om financiële redenen kon in augustus 1809 toch met de start van de vuurtoren begonnen worden omdat Evans Trinity House had aangeboden om de vuurtorenbelasting (light dues), die de schippers voor de instandhouding van de toren aan de vennootschap dienden te betalen, te verdubbelen.

### Oprichting
Trinity House gaf de opdracht aan architect Daniel Alexander om de toren te ontwerpen. De werken zelf werden uitgevoerd onder leiding van Joseph Nelson. Tijdens de negen maanden durende bouw hield Alexander toezicht op de uitvoering, samen met Evans. Voor de bouw van de torenmuren werd gekozen voor steen die op het eiland zelf gewonnen werd. De trappenhal werd vervaardigd uit kalksteen, voor de vloeren en vensterbanken werd leisteen gebruikt. Deze bouwmaterialen werden gehaald uit een steengroeve in Penmon, een plaats gelegen in de zuidoostelijke tip van Anglesey. De kostprijs van het bouwwerk bedroeg ongeveer £ 12 000.
Om het water tussen het vasteland en South Stack te overbruggen en voorraden en materiaal ter plaatse te brengen werd een systeem bedacht met manden die over een gespannen touw werden aangehaald. Deze touwen en manden werden later vervangen door zwaarder touwwerk met transportkooien waarmee ook personeel kon overgebracht worden. Deze installatie bleef nog vijf jaar in dienst na de inwerkingstelling van de vuurtoren en werd ook gebruikt om de vuurtorenwachters ter plaatse te brengen.
Rond 1814 was dit systeem verdwenen en zorgde een uit touwen vervaardigde hangbrug voor de verbinding tussen Holy Island en South Stack. Deze brug werd in 1827 vervangen door een metalen ophangbrug, vervaardigd naar het idee van kapitein Evans.

### Lichtinstallatie
De allereerste lichtinstallatie in de toren bestond uit een horizontaal driehoekig raamwerk waarop aan elke zijde zeven Argandse lampen bevestigd waren, zodat de hele structuur 21 lampen bevatte. Het licht van elke olielamp werd versterkt door middel van een achter de lamp aangebrachte spiegel met een diameter van 54 cm. Wanneer een uurwerkmechanisme de driehoek liet ronddraaien werd er om de twee minuten een flits gegenereerd. Een volledige rotatie van het hele systeem nam zes minuten in beslag. Het draaimechanisme werd aangedreven door een gewicht dat in een metalen buis daalde die doorheen de hele toren liep.
Omdat de schitteringen van de toren door mist en laaghangende wolken vaak aan het zicht werden onttrokken, ontwierp Evans in 1831 een bijkomend verplaatsbaar licht. Een houten wagen die voorzien was van olielampen en op sporen over een steile klipwand reed werd bij slechte zichtbaarheid tot aan het water uitgereden. Het licht, dat zich in deze positie 12 meter boven het wateroppervlak bevond, vormde een duidelijk oriëntatiepunt voor passerende schepen en verhoogde de veiligheid. In 1880 werd in het uiterste westen van het eiland een vast licht geplaatst, waardoor het mobiele systeem buiten gebruik kon gesteld worden. Toen de sterkte van het vuurtorenlicht in 1907 werd opgedreven kon ook deze vaste lamp uitgeschakeld worden.
In 1870 nam de lichtsterkte van de vuurtoren toe door het bijplaatsen van extra olielampen en reflectoren. Na 1873 vervaardigde Chance Brothers, een firma uit Birmingham die gespecialiseerd was in glaswerk, een systeem dat bestond uit lenzen en prisma's waardoor 80 % van het licht van een centraal gemonteerde lamp in een horizontale bundel werd geconcentreerd. Dit ronddraaiende systeem met zes lenspanelen genereerde om de minuut een schittering. De lichtbron was een paraffinelamp waarin meerdere pitten aangebracht waren. Om de zichtbaarheid van het licht onder alle hoeken te waarborgen werd het oorspronkelijke verticale en horizontale raamwerk van het lichthuis vervangen en diagonaal uitgevoerd.
Na 1905 kon de rotatiesnelheid van het lenzensysteem opgedreven worden tot een omwenteling per minuut omdat het niet langer liep op kogellagers, maar dreef op een kwikbad, waardoor de wrijving van de roterende optiek aanzienlijk verminderde. Hierdoor gaf de toren om de 10 seconden een flits. De lichtopbrengst werd verder verhoogd door een nieuwe lamp met een gloeikous die werd gevoed met paraffineolie.
De dieselgenerator die in 1938 werd geïnstalleerd wekte elektriciteit op voor een gloeilamp met een vermogen van 1000 watt. Deze lichtbron, die acht maal meer licht gaf dan de lamp met de gloeikous, werd in 1999 vervangen door een compacte metaalhalidelamp van 150 watt.

### Geluidsinstallatie
In 1854 werd er in het westen van het eiland een klok met een gewicht van twee ton geplaatst die bij slechte zichtbaarheid door middel van een uurwerkmechanisme een geluidsignaal produceerde. Dit mechanisme werd later in een gebouw ondergebracht omdat het werd aangetast door het zoute zeewater. Toen het systeem, zelfs na de nodige aanpassingen, niet bleek te voldoen werd er geopteerd voor een bijkomend mistkanon dat op het nabijgelegen eiland North Stack werd geplaatst.
In 1895 werd de klok vervangen door een door perslucht aangedreven misthoorn. Deze perslucht werd opgewekt door twee door olie aangedreven motoren. Een experiment met een onderwaterkloksignaal, dat in 1909 begonnen was, werd in 1926 stopgezet omdat het systeem te onbetrouwbaar bleek en veel onderhoud vergde.
Na twee jaar voorbereiding werd in 1938 een nieuw mistsignaal in werking gesteld. Deze misthoorn van het type diaphone wekte gelijktijdig twee tonen op en werd aangedreven door een dieselmotor die de benodigde perslucht genereerde. In 1960 werd het eiland verbonden met het lichtnet, waardoor de tweetonige hoorn kon worden vervangen door een elektrisch mistsignaal dat bij slechte zichtbaarheid door een mistsensor automatisch werd geactiveerd. Dit signaal, dat voor het eerst in werking werd gesteld op 1 oktober 1964, werd ondergebracht in een gebouw met 72 klankgaten dat voor de vuurtoren werd opgetrokken.

### Bemanning
De vuurtoren werd bemand vanaf zijn indienstelling in 1809 tot aan de automatisering in 1984. De vuurtorenwachters en hun assistenten losten elkaar af volgens een beurtrol. Onder het lichthuis bevond zich een dienstruimte waar de dienstdoende wachter de meeste tijd doorbracht. Het onderhoud van de olielampen die in de beginperiode gebruikt werden was zeer arbeidsintensief. De wachters zorgden voor de aanvoer van olie wanneer de lampen in bedrijf waren en hielden de reflectoren achter de lampen en het glas van het lichthuis schoon. Tussendoor werd ook het gewicht opgehaald van het mechanisme dat de lichtinstallatie deed roteren. Daarnaast werd ook het algemene onderhoud van de gebouwen door de wachters waargenomen.
Tot 1935 verbleven de wachters samen met hun gezin in de woningen op het eiland. Daarna werd het verblijf voor kinderen in het complex te gevaarlijk geacht, zodat de gezinnen van de wachters werden ondergebracht op het vasteland terwijl het dienstdoende personeel op South Stack bleef. Na een maand dienst werden de wachters afgelost zodat zij een maand met hun familie konden doorbrengen.
In de beginperiode werden twee wachters ontslagen op verzoek van kapitein Evans. Een personeelslid werd van zijn dienst ontheven als gevolg van onenigheid met Evans en een assistent werd ontslagen wegens plichtsverzuim. Tijdens de grote storm van 25 oktober 1859 kwam een wachter om het leven toen hij over de trappen naar de vuurtoren liep en werd geraakt door vallende rotsen.

### Automatisering
Op 13 september 1984 werd het complex geautomatiseerd. Trinity House rustte de toren uit met apparatuur waarmee de installatie vanop afstand kon worden bewaakt en bediend.

## Geregistreerd monument en bezoekerscentrum
De toren, de omheiningsmuur, de bijhorende gebouwen en de twee brugtorentjes waartussen de metalen hangbrug werd opgehangen werden ingeschreven als grade II listed building op de Statutory List of Buildings of Special Architectural or Historic Interest. Hiermee werd het hele complex erkend als een bouwwerk van speciaal belang dat in zijn huidige toestand moet bewaard blijven en daartoe ook moet worden onderhouden. Veranderingen mogen enkel uitgevoerd worden na toelating die door een bevoegde autoriteit moet verleend worden.
Om het onderhoud van de gebouwen te bekostigen werd op 9 augustus 1997 een bezoekerscentrum geopend, waar informatie werd gegeven over de geschiedenis van het complex. Ook de toren zelf kon bezocht worden. Voorafgaand aan deze opening werd in 1996 een nieuwe metalen brug tussen Holy Island en South Stack aangelegd om de veiligheid van de bezoekers te verhogen. Rond het bestaande raamwerk van de oude brug werd een nieuwe constructie aangebracht, waarna het oude brugmateriaal werd verwijderd.